# Arkéa-B&B Hotels (vrouwenwielerploeg)
Arkéa-B&B Hotels is een Franse wielerploeg voor vrouwen, die met ingang van 2020 deel uitmaakt van het peloton. In de loop van 2019 maakte de mannenploeg Arkéa-Samsic bekend een vrouwenploeg op te richten.
Het team bestaat voornamelijk uit Franse rensters. In 2023 reed de Nederlandse Maaike Coljé haar eerste seizoen bij deze Franse ploeg, in 2025 trad haar landgenote Marjolein van 't Geloof toe tot het team.

## Staf
| 2025 Grégoire Le Calvé (2021-2025) Gael Le Bellec (2024-2025) | Voormalige Gabrielle Rimasson (2020) Emmanuel Hubert (2020-2021) Franck Renimel (2020-2024) |

## Rensters
N.B. Betreft periode 2020-2024; zie voor 2025 de jaarpagina.
| Fatima Zahra El-Hayani (2020) Coralie Houdin (2020) Léa Curinier (2020-2021) Sandra Lévénez (2020-2021) Gladys Verhulst (2020-2021) Cédrine Kerbaol (2021) Gréta Richioud (2021) Pauline Allin (2020-2022) Charlotte Becker (2020-2022) Lucie Jounier (2020-2022) Typhaine Laurance (2020-2022) Joelija Birjoekova (2022) Morgane Coston (2022) Maryanne Hinault (2022-2023) Megan Armitage (2023) Anastasiya Kolesava (2023) Lucie Liboreau (2023) | Clara Emond (2023) Elyne Roussel (2023, stagiair) Anais Morichon (2020-2024) Marie-Morgane Le Deunff (2021-2024) Clemence Latimer (2024, stagiair) Maëva Squiban (2024) Amandine Fouquenet (2020-2025) Maaike Coljé (2023-2025) Danielle de Francesco (2023-2025) Valentina Cavallar (2024-2025) Lotte Claes (2024-2025) Michaela Drummond (2024-2025) Emilia Fahlin (2024-2025) Océane Mahé (2024-2025) Titia Ryo (2024-2025) Maurène Trégouët (2022-2025) |

## Overwinningen
N.B. Betreft periode 2020-2024; zie voor 2025 de jaarpagina.
2020
6e etappe Tour de l'Ardèche: Pauline Allin
2021
Grand Prix de Chambéry: Gladys Verhulst
2022
5e etappe Ronde van Thüringen: Joelija Birjoekova
2023
1e etappe Vuelta Extremadura Féminas: ploegentijdrit
3e etappe Vuelta Extremadura Féminas: Megan Armitage
Eindklassement Vuelta Extremadura Féminas: Megan Armitage
3e etappe Ronde van Toscane: Anastasija Kolesava
2024
Ronde van Sarthe: Michaela Drummond
1e etappe Ronde van Portugal: Michaela Drummond
3e etappe Ronde van Portugal: Michaela Drummond
4e etappe Tour de l'Ardeche: Maëva Squiban

### Nationale kampioenschappen
2021:  Frans kampioen op de weg, junioren, Amandine Fouquenet
2022:  Frans kampioen op de weg, junioren, Amandine Fouquenet
Mannen: 2005 · 2006 · 2007 · 2008 · 2009 · 2010 · 2011 · 2012 · 2013 · 2014 · 2015 · 2016 · 2017 · 2018 · 2019 · 2020 · 2021 · 2022 · 2023 · 2024 · 2025
Vrouwen: 2020 · 2021 · 2022 · 2023 · 2024 · 2025